# Беген, Пётр Густавович
Пётр Густа́вович Беге́н (29 июня [11 июля] 1863, Городечня, Петровобудская волость, Суражский уезд, Черниговская губерния — 1917, Клевцы, Нерехтский уезд) — русский архитектор немецкого происхождения. Губернский архитектор Владимирской губернии (1906—1908).

## Биография
Родился 29 июня (11) июля 1863 года в селе Городечня, Суражский уезд, Черниговская губерния (ныне — Красногорский район, Брянская область).
Учился в Московском училище живописи, ваяния и зодчества, которое окончил с большой серебряной медалью. Позднее окончил Императорскую Академию художеств, получив звание классного художника архитектуры. Свою профессиональную карьеру начал в Москве. Был почётным старшиной Московского Совета детских приютов ведомства учреждений императрицы Марии.
В начале 1895 года, по рекомендации владимирского губернатора, губернский секретарь П. Г. Беген был назначен сверхштатным техником строительного отделения Владимирского губернского правления.
В начале 1899 года он занял вакантную должность младшего архитектора строительного отделения.
С 1901 года исполнял обязанности владимирского губернского архитектора, но официально в этой должности утверждён Городской думой Владимира 1 марта 1906 года.
В 1904 году присвоен чин титулярного советника, а в 1905 году — коллежского асессора.
Напряжённая работа привела в нервному срыву. 1 сентября 1907 года он был помещён в частную клинику для душевнобольных доктора Усольцева в Москве. После лечения подал прошение об отставке, которое было удовлетворено 11 января 1908 года.
Своей семьи не имел. С 1908 года проживал у своего брата, городского головы Иваново-Вознесенска Н. Г. Бегена. Последние годы жизни провёл в принадлежащей жене брата усадьбе Клевцы в Нерехтском уезде Костромской губернии (ныне Ивановский район), где и скончался в 1917 году.

## Проекты и постройки

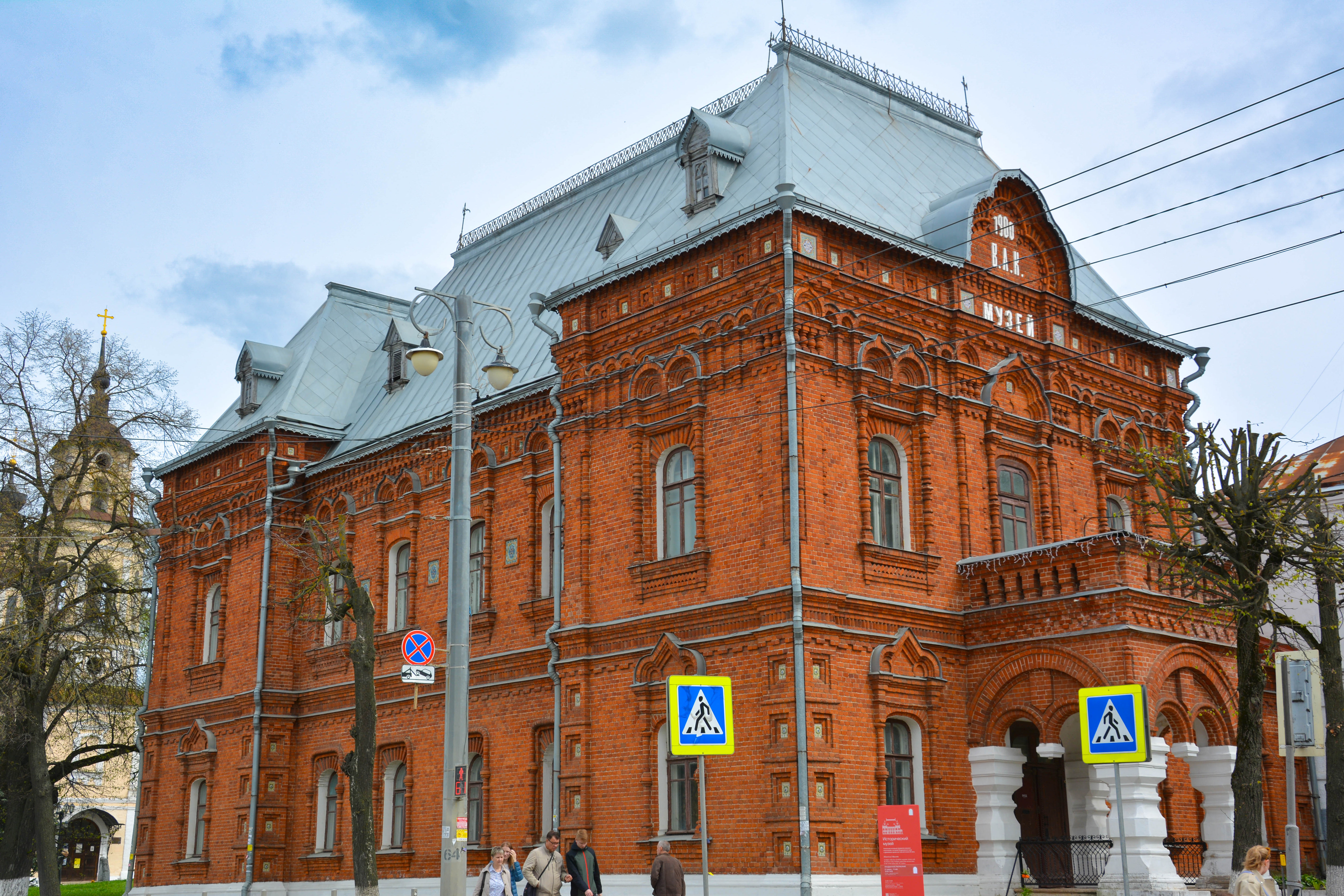
Исторический музей

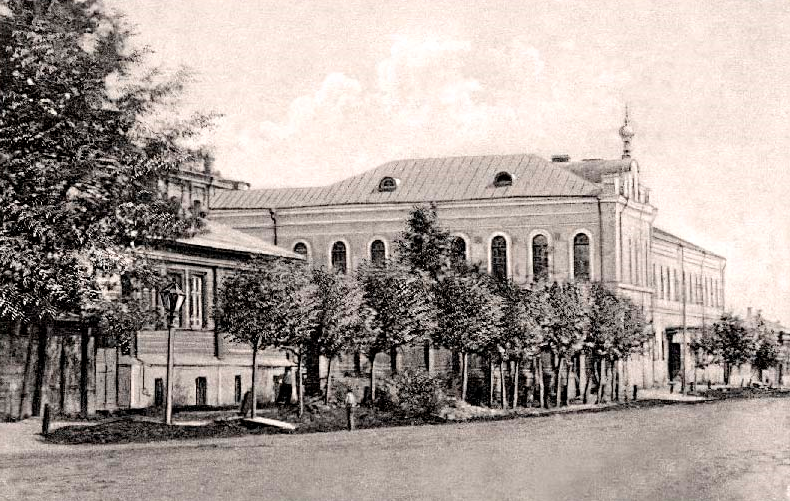
Владимирское духовное училище

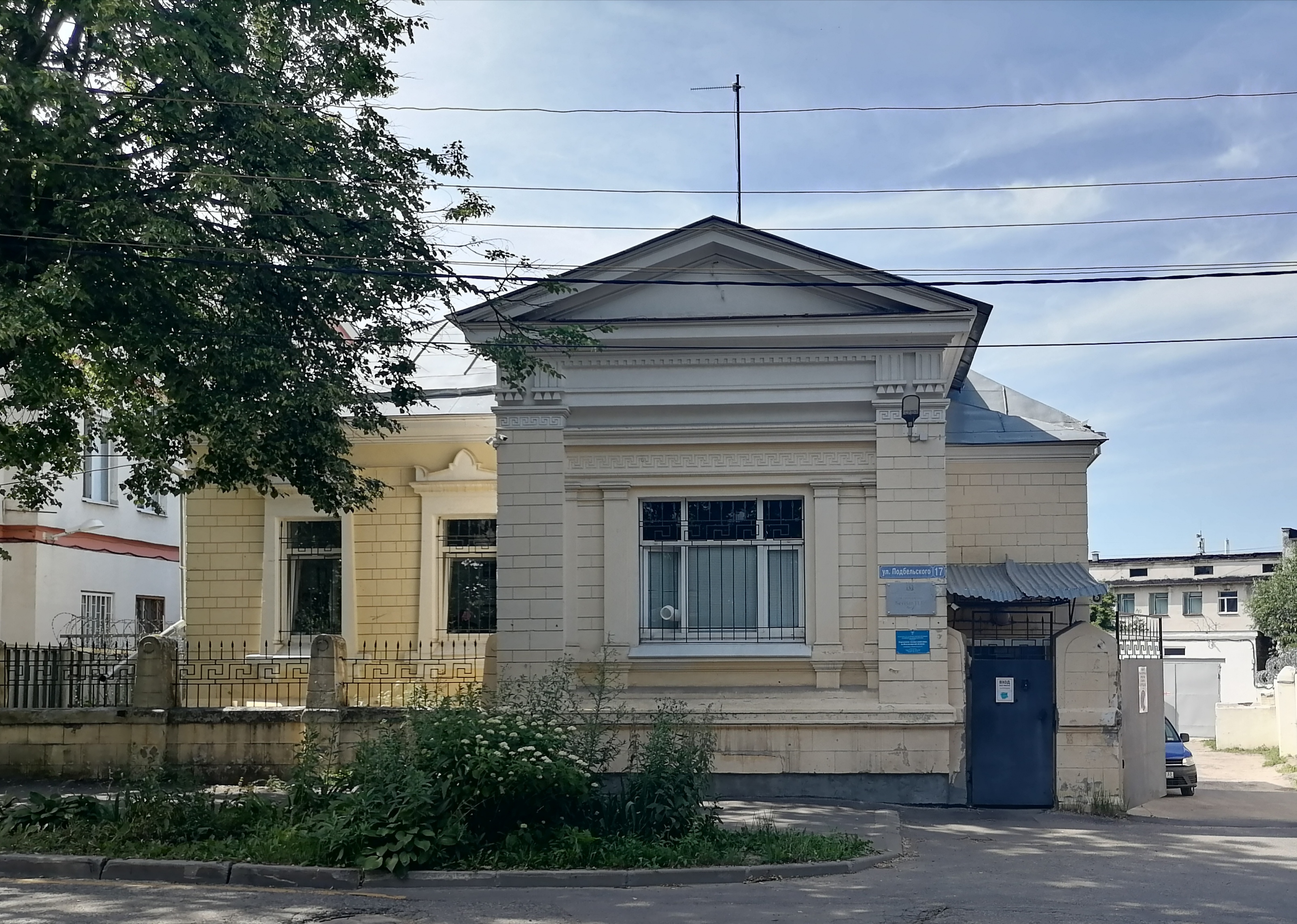
Дом архитектора П. Г. Бегена во Владимире, ул. Подбельского, 17

- Павильоны и витрины иваново-вознесенских фабрикантов на Всемирной промышленной выставке в ознаменование 400-летия открытия Колумбом Америки (Чикаго, 1893)
- Больница для мастеровых и рабочих, инфекционные корпуса № 1 и № 2 (1893—1894, Иваново)
- Особняк Н. М. Гандурина (1898, Иваново, ныне ул. Пушкина, 27/3.)
- Часовня иконы «Всех скорбящих радость» (ныне «Взыскание погибших») (Беляницы, Ивановский район, около 1900)
- Колокольня Скорбященской церкви (1901, Иваново)
- Казённый винный склад (Владимир, 1901, ныне завод «Владалко»)
- Собственный дом архитектора (Владимир, Улица Подбельского, 1901)
- Владимирский исторический музей (1903)
- Здание родильного приюта (Владимир, Спасская улица, 1900—1903)
- Введенская церковь (1900—1907, Иваново)
- Успенский собор Воскресенско-Фёдоровского монастыря (Сергеево, Шуйский район, 1905)
- Владимирское духовное училище (1905—1906, Владимир, ул. Луначарского, д. 13а)
- Владимирский драматический театр (1907, реконструкция народного дома общества трезвости, ныне Владимирский областной театр кукол)
- Здание исправительного арестантского отделения (Владимир)
- Владимирская церковь (1907—1908, Иваново)